# Trzęsienie ziemi w Heracie (2023)
Trzęsienie ziemi w Heracie – trzęsienie ziemi o magnitudzie 6,3 w skali Richtera, które 7 października 2023 roku nawiedziło afgańską prowincję Herat na zachodzie kraju, przy granicy z Iranem. Równie silne wstrząsy nastąpiły 11 i 15 października, a jeden z pomniejszych (magnituda 5,0) zanotowano jeszcze 28 października. Było to trzecie trzęsienie ziemi na świecie w 2023 roku z największą liczbą ofiar, po trzęsieniu ziemi w Turcji i Syrii oraz trzęsieniu ziemi w Marrakeszu-Safi.

## Historia
Afganistan leży w pobliżu granicy dwóch płyt tektonicznych (płyty euroazjatyckiej i płyty indyjskiej), dlatego często jest nawiedzany przez trzęsienia ziemi, zwłaszcza w górskim paśmie Hindukuszu.
Pierwszy wstrząs nastąpił 7 października, o godzinie 11:11 i miał magnitudę 6,3 w skali Richtera. Epicentrum trzęsienia znajdowało się 40 kilometrów na zachód od miasta Herat. Po nim nastąpiły dodatkowe wstrząsy, w tym jeden również o magnitudzie 6,3. Skutki wstrząsu były odczuwalne szczególnie w wioskach położonych w okolicach Heratu, gdyż tamtejsze domy wybudowane były ze złej jakości materiałów. Zniszczeniu uległo 15 wiosek, trzy inne zostały poważnie zniszczone, a 38 zostało umiarkowanie dotkniętych. Wioska Nayeb Rafi została całkowicie zrównana z ziemią, a prawie 80 procent jej populacji zginęło. 
Początkowo szacowano, że w wyniku trzęsienia zginęło niemal 3000 osób, jednak 19 października Światowa Organizacja Zdrowia poinformowała, że ostateczny bilans wyniósł 1482 ofiary śmiertelne. Ponadto 2100 osób zostało rannych, a 1320 domów zniszczonych lub uszkodzonych. 